# Dietmar Schomburg
Pour les articles homonymes, voir Schomburg.
Dietmar Schomburg, né le 21 avril 1950 à Brunswick (Basse-Saxe), est un chimiste et bioinformaticien allemand. Depuis 2007, il est le directeur du Département de Biochimie et Bioinformatique de l'Université technique Carolo-Wilhelmina de Brunswick et professeur en ces domaines.

## Carrière
Dietmar Schomburg fait des études en chimie et obtient un diplôme en 1974 à l'Université technique de Brunswick. En 1976, il défend sa thèse de doctorat en chimie des structures à la même université et y reste comme postdoc jusqu'à 1978. De 1978-1979, il fait un stage postdoc à l'Université Harvard.
De 1996 à 2007, il est professeur de biochimie à l'Université de Cologne. Au début de 2007, il revient à Brunswick, comme professeur de biochimie et bioinformatique.
En 1987, il installe la base des données BRENDA (Braunschweig Enzyme Database). C'est la collection en-ligne la plus vaste des données sur des enzymes et des voies métaboliques dans le monde. Par exemple, elle contient des valeurs optimales de pH et de températures d'enzymes et des paramètres cinétiques et bien d'autres données. Après avoir élargi cette base des données à Cologne, lui et son équipe continuent à la maintenir à Brunswick. En plus, il a travaillé très intensivement dans la cristallographie des protéines, et sur le métabolisme des bactéries.
Dans les années 1980, Dietmar Schomburg a organisé plusieurs conférences sur l'application de l'informatique dans la biotechnologie et a considérablement stimulé de cette manière, le développement de la bioinformatique en Allemagne. Il a aussi organisé les conférences GCB (German Conference on Bioinformatics) en 1998 à Cologne et en 2010 à Brunswick.